# 831-ша бригада тактичної авіації (Україна)
831-ша Миргородська бригада тактичної авіації (831 БрТА, в/ч А1356) — авіаз'єднання Повітряних сил Збройних сил України. Базується на авіабазі Миргород. Входить до Повітряного командування «Центр».

## Історія частини
13 січня 1992 року 831-й винищувальний авіаційний полк ВПС СРСР склав присягу на вірність українському народу.
В 1996 році льотчики миргородського полку брали участь у військовому параді на честь 5-ї річниці Незалежності України. Четвірка Су-27 супроводжувала стратегічний ракетоносій Ту-160.[джерело?]
У 1998 році літак Су-27УБ полковника Івана Черненка здійснив трансатлантичний переліт до США на авіабазу Сеймур Джонс (англ. Seymour Johnson AFB) і в зворотному напрямку. Неодноразово миргородські військові льотчики брали участь у міжнародних авіашоу на льотних майданчиках країн Європи — у Великій Британії, Чехії, Словаччини, Австрії, Румунії, Туреччині. На міжнародному авіасалоні SIAD-2004 найкращим індивідуальним повітряним показом був визнаний показовий політ на винищувачі Су-27 підполковника Федора Тищука.[джерело?]
1 серпня 2003 року винищувальний авіаційний полк і 24 авіаційна база переформовані у авіаційну винищувальну бригаду. 25 січня 2005 року авіаційна бригада винищувальна підпорядкована Повітряному командуванню «Центр».[джерело?]

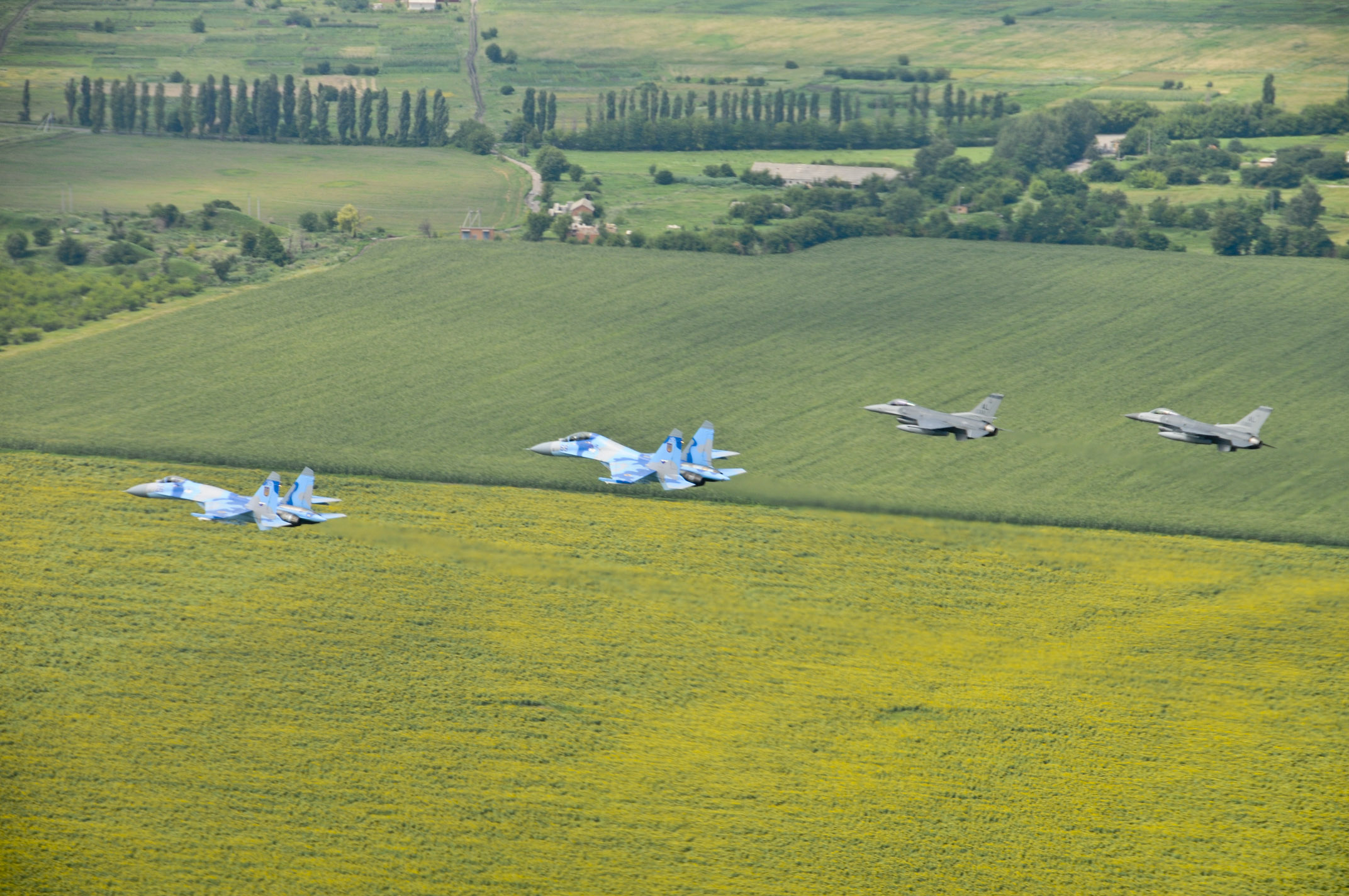
Су-27 831-ї бригади разом з F-16 144-ї ескадрильї ВПС США з Алабами патрулюють повітряний простір під час підготовки до Євро-2012. Миргород, 2011 рік.

19-26 липня 2011 року в небі Полтавщини пройшла активна фаза українсько-американсько-польських військових навчань «Безпечне небо — 2011», в ході яких військові літаки та гелікоптери спільно відпрацювали у повітрі антитерористичні дії, спрямовані на захист від умовного нападу. У військових тренуваннях брали участь літаки та гелікоптери Су-27, МіГ-29, Л-39, Ан-26, Ан-26 «Віта», Мі-8, F-16C, С-130. Під час навчань льотчики 831-ї бригади взаємодіяли в повітрі з пілотами 144-го авіаційного крила ВПС США національної гвардії штату Каліфорнія.
25 листопада 2011 року в день 70-ї річниці з дня створення частини 831-й бригаді тактичної авіації вручено Бойовий Прапор.

### Російсько-українська війна
На 2015 рік бригада входила до складу Сил швидкого реагування, несе бойове чергування в системі ППО. Три літаки частини (восени два) базуються на одеському аеродромі Шкільний.
10 лютого 2016 року президент України Петро Порошенко присвоїв літаку Су-27 (б/н 50 синій) бригади ім'я генерал-лейтенанта Нікіфорова Василя Семеновича.

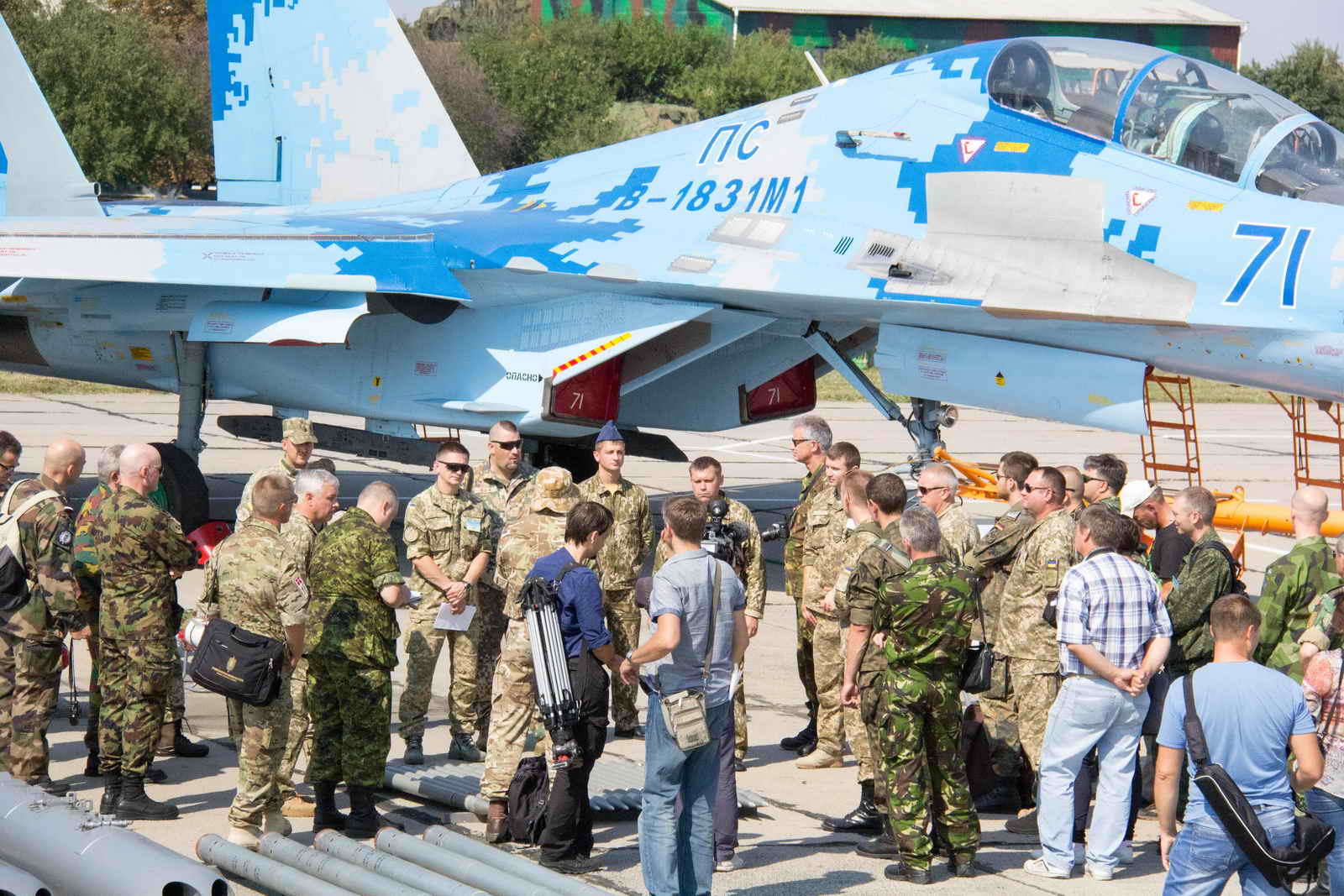
Представники ОБСЄ у Миргороді, вересень 2016.

3-4 вересня 2016 року делегація Повітряних сил ЗСУ взяла участь в найбільшому авіашоу CIAF-2016 в чеському місті Градець-Кралове. Українського військового льотчика з 831-ї бригади полковника Олександра Оксанченка було визнано кращим за виконання фігур вищого пілотажу на винищувачі Су-27ПМ1 (б/н 58). Також в авіашоу взяв участь ще один літак 831-ї бригади Су-27УБМ1 (б/н 71).
15 липня 2017 року військові льотчики 831-ї бригади тактичної авіації на літаках Су-27ПМ1 (б/н 58) та Су-27УБМ1 (б/н 71) стали переможцями в номінації «Кращий пілотаж серед країн-партнерів НАТО» на авіапоказі The Royal International Air Tattoo — 2017.
2 вересня 2017 року в чеському місті Градець-Кралове відбувся авіапоказ Czech International Air Fest-2017 (CIAF-2017). Заступник командира з льотної підготовки 831 бригади тактичної авіації полковник Олександр Оксанченко, на літаку Су-27ПМ1 (б/н 58), підтвердив свій професійний рівень та отримав трофей «За бездоганний найкращий динамічний показ».
16 жовтня 2018 року під час проведення багатонаціональних навчань «Чисте небо—2018» приблизно о 17.00 літак бригади Су-27УБ (б/н 70 синій) зазнав аварії під час навчально-бойового польоту. Катастрофа сталася у полі поблизу селища Уланів Вінницької області. Обидва пілоти літака загинули: командир літака полковник Іван Петренко (заступник командира з авіації, начальник авіації повітряного командування «Схід») та військовослужбовець Повітряних сил Національної гвардії США.
З 19 по 21 липня 2019 року на авіабазі Фейрфорд у Великій Британії проходило авіашоу Royal International Air Tattoo (RIAT). Цього року українська команда традиційно включала літак забезпечення Іл-76МД з Мелітополя та винищувачі Су-27УБ (б/н 71) і Су-27 (б/н 39) з 831-ї бригади, що у Миргороді. Цьогоріч вперше на авіашоу пілотаж виконував Юрій Булавка, який отримав кубок за найкращий одиночний пілотаж на бойовому літаку.
15 червня 2022 року бригада відзначена почесною відзнакою «За мужність та відвагу».
2 серпня 2024 року президент України Володимир Зеленський присвоїв бригаді почесне найменування «Миргородська».

## Оновлення льотного складу
У червні 2011 року до 831 бригади тактичної авіації прибув відремонтований на запорізькому заводі «МіГРемонт» винищувач-перехоплювач Су-27УБ (б/н 69). Вже у 2012 році цей літак було включено до новоствореної 39-ї окремої авіаційної ескадрильї тактичної авіації розташованої у с. Озерному.
У 2015 році 831-ї бригада отримала відремонтований та модернізований літак Су-27ПМ1 (б/н 58).
14 жовтня 2015 року Президент України Петро Порошенко в Запоріжжі передав представникам 831-ї бригади формуляри на два відремонтованих та модернізованих на заводі «МіГРемонт» літаки Су-27УБМ1 (б/н 71, б/н 74).
У 2016 році до 831-ї бригади був переданий відремонтований та модернізований Су-27 (б/н 57 «Іван Ілліч Бабак»).
На початку 2017 року у 831 бригаду передана відремонтована «спарка» Су-27УБ (б/н 67).
14 жовтня 2017 році відбулась передача техніки Президентом України, серед якої був переданий до 831 бригади тактичної авіації винищувач-перехоплювач Су-27П1М (б/н 56).
1 грудня 2018 року бригада отримала модернізовані Су-27С1М (б/н 31) та два Л-39М1 (б/н 118, б/н 126).
6 грудня 2021 року, до 30-ї річниці створення Збройних сил України, на аеродромі смт Озерного Житомирської області 831-й бригаді тактичної авіації передали модернізований у Запоріжжі винищувач Су-27 (б/н 38).

## Структура
- управління (в тому числі штаб)
- 1-ша авіаційна ескадрилья
- 2-га авіаційна ескадрилья
- батальйон зв'язку та радіотехнічного забезпечення:
  - рота зв'язку
  - вузол радіотехнічного забезпечення
  - центр автоматизованих засобів управління
- батальйон аеродромно-технічного забезпечення:
  - рота матеріального забезпечення
  - аеродромно-експлуатаційна рота
  - група газозабезпечення
- пожежний взвод
- медичний пункт[21]

## Командування
- генерал Олександр Титатеренко
- полковник Олександр Пелєвін
- полковник Микола Кашуба
- полковник Сергій Останін
- полковник Андрій Ярецький
- полковник Василь Мишко
- полковник Леонід Резчіков
- полковник Володимир Ленець
- полковник Юрій Кришталь
- (2013) полковник Гесь Олег Анатолійович[1][22]
- (2016) полковник Ялишев Сергій Олександрович
- (2017) полковник Захарчук Олексій М.[джерело?]
- (2017) т.в.о. полковник Оксанченко Олександр Якович[23]
- (2018) полковник Паливода Олег Г.[джерело?]
- (2020) т.в.о. полковник Мостовий Олександр Володимирович[24]
- (2022) полковник Мостовий Олександр Володимирович[25]

## Втрати
- 27 березня 2023; підполовник Кирилюк Денис Миколайович
- 1 листопада 2023 — Завада Микола Миколайович, сержант. Загинув внаслідок ракетного удару по Миргороду.[26]
- 7 грудня 2023 — Гончаров Валерій, старший лейтенант. Скоїв самогубство.[27]
- 20 травня 2024 — Даценко Олександр Михайлович, старший солдат. Загинув внаслідок ракетного удару по Миргороду.[28]
- 3 лютого 2025 — Болотов Іван, майор. Загинув у повітряному бою.[29]

## Вшанування
Найвищими державними нагородами відзначені:
- Мостовий Олександр Володимирович — полковник, командир бригади. Герой України (2022).
- Кирилюк Денис Миколайович — підполковник, заступник командира ескадрильї. Герой України (2025).[30]